# Tramataia
Tramataia é uma povoação indígena do município de Marcação, no estado brasileiro da Paraíba. A maior parte de seus moradores é da etnia potiguara.